# Peter Pitseolak
Peter Pitseolak (1902-1973) est un photographe, sculpteur, artiste et historien Inuit. Pitseolak a été le premier photographe autochtone de l'île de Baffin.

## Biographie

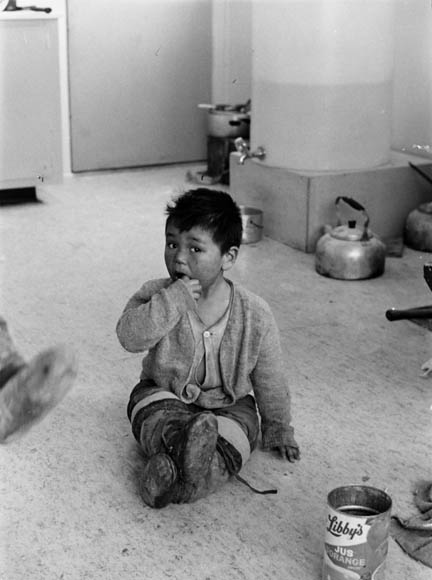
Dans la maison de Peter Pitseolak

Pitseolak est né le 2 septembre 1902 sur l'île de Nottingham, dans les Territoires du Nord-Ouest,. Il a vécu la majeure partie de sa vie dans des camps inuits traditionnels près de Cape Dorset, sur la côte sud-ouest de l'île de Baffin, pour finir sur le territoire canadien du Nunavut.  Face à l'évolution technologique et rapide de la communauté inuit, Pitseolak s'est consacré à la préservation des connaissances sur les différents modes de vie traditionnels, en écrivant, dessinant et surtout en photographiant. Il a aussi documenté les coutumes, les techniques de chasse, les histoires et les mythes. Son frère était Pootoogoo, un chef.
En 1912, Pitseolak rencontre le photographe Robert J. Flaherty. Flaherty, mieux connu aujourd'hui pour son film documentaire Nanook of the North (1922), a inspiré l'intérêt de Pitseolak pour la photographie. Ce n'est toutefois qu’au cours de l’année 1930 que Pitseolak a pris sa première photographie connue. C'était pour un visiteur blanc qui avait peur d'approcher un ours polaire pour le photographier. Pitseolak a pris la photo pour lui, en utilisant l'appareil photo du visiteur.

## Vie familiale et début de carrière
En 1923, Pitseolak épousa Annie de Lake Harbour, maintenant Kimmirut. Sept enfants sont issus de leur mariage; seules Udluriak et Kooyoo, deux filles, ont survécu. Annie a été atteinte de tuberculose en 1939 et est décédée.
Au cours des années 1940, Pitseolak a vécu à Cape Dorset et travaillait pour des commerçants de fourrures lorsqu'il s’est procuré son premier appareil photographique, venant d'un missionnaire catholique. Avec l'aide de sa seconde épouse Aggeok (1906-1977), il développe ses premières photographies dans un igloo de chasse. De nombreuses difficultés ont dû être surmontées, notamment les changements climatiques extrêmes, l'intensité lumineuse élevée due à la réflexion de la neige, ainsi que la difficulté d'obtenir du film et du révélateur. Peter et Aggeok ont expérimenté. Ils ont utilisé une lampe de poche à piles recouverte de tissu rouge comme lampe inactinique et un filtre à lentille fabriqué à partir de vieilles lunettes de soleil.
Il était également peintre, exécutant une série d'aquarelles en 1939 pour John Buchan, plus tard 2e baron Tweedsmuir, fils du gouverneur général John Buchan, 1er baron Tweedsmuir.

## Œuvres et héritage
Pitseolak a écrit divers journaux intimes, notes et manuscrits, tous en écriture syllabique inuktitut. Avec Dorothy Harley Eber, il a publié People From Our Side (1975), l'histoire de sa jeunesse, et Escape From Death de Peter Pitseolak (1977), un récit d'un quasi-désastre parmi les banquises.
Il s'est photographié lui-même, sa famille et les membres de la communauté dans des clichés francs. Il les a également posés avec des vêtements et des outils traditionnels. En vingt ans, Pitseolak a réalisé plus de deux milles photographies du mode de vie traditionnel en voie de disparition. En 1961, à l'âge de 59 ans, il quitte son camp de Keatuk et retourne à la vie de colonie à Cape Dorset. Après sa mort en 1973, plus de mille cinq cents négatifs et photographies ont été achetés à sa veuve pour les Musées nationaux du Canada (qui font maintenant partie du Musée canadien de l'histoire).
La célèbre sculptrice Okpik Pitseolak (né en 1946) a épousé le fils de Peter, Mark Pitseolak. Selon Terry Ryan, ancien directeur de la West Baffin Eskimo Co-operative, le neveu de Peter Pitseolak, Kananginak Pootoogook, était très admiré et influencé par son oncle et est également devenu un artiste.

## Décès
Peter Pitseolak est décédé le 30 septembre 1973 à Cape Dorset, Territoires du Nord-Ouest,.

## Galerie

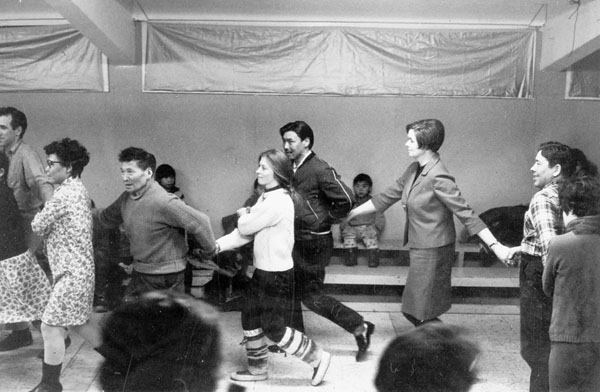
Terry, Peter Pitseolak, Pat, Kananginak, Elli et Tommy à la danse du vendredi soir, avril 1968, Cape Dorset
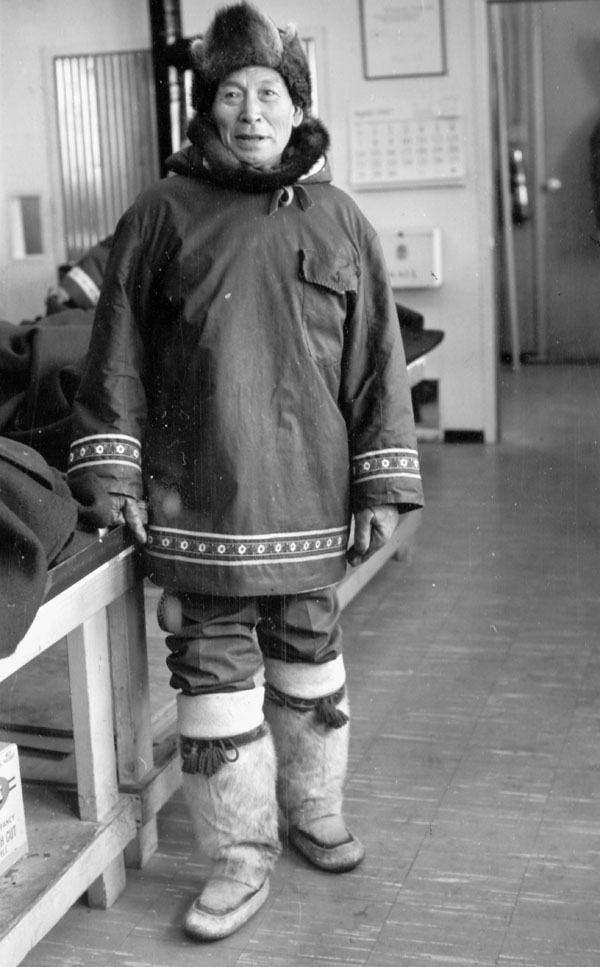
Peter Pitseolak en avril 1968, Cape Dorset
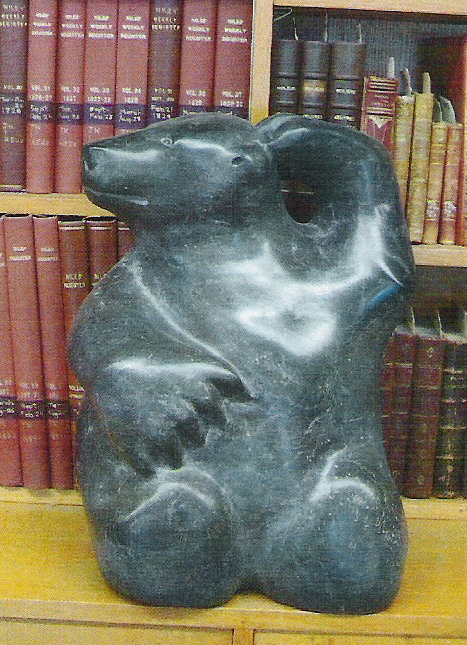
Ours en stéatite sculpté par Peter Pitseolak; donné au Collège militaire royal du Canada le 3 octobre 1970 par la classe de 1920-4